# Serixia nigrofasciata
Serixia nigrofasciata là một loài bọ cánh cứng trong họ Cerambycidae.